# جيرسي إنجل
جيرسي إنجل (بالبولندية: Jerzy Engel) (مواليد 6 أكتوبر 1952) هو لاعب كرة قدم. يلعب مع منتخب بولندا لكرة القدم. سبق له أن لعب في كأس العالم لكرة القدم مع منتخب بلاده.

## روابط خارجية
- جيرسي إنجل على موقع قاعدة بيانات كرة القدم.إي يو (الإنجليزية)
- جيرسي إنجل على موقع بيانات كرة القدم. دي إي (الألمانية)
- جيرسي إنجل على موقع ناشيونال فوتبول تيمز (الإنجليزية)
- جيرسي إنجل على موقع Soccerway.com (الإنجليزية)
- جيرسي إنجل على موقع عالم كرة القدم.نت (الإنجليزية)